# جائزة بوليتزر عن فئة الرسوم الهزلية
جائزة بوليتزر عن فئة الرسوم الهزلية (بالإنجليزية: Pulitzer Prize for Editorial Cartooning)‏ هي واحدة من أربعة عشر جائزة بوليتزر تقدمها سنويًا جامعة كولومبيا بنيويورك في الولايات المتحدة الأمريكية للصحافة. بدأ العمل بها رسميًا منذ عام 1922، وتُمنح للأعمال الكاريكاتورية والهزلية المميزة أو عن مجموعة من الرسوم التي نشرت خلال العام، والتي تتميز بالأصالة والفعالية التحريرية وجودة الرسم، والتأثيرات التصويرية. وبدءًا من عام 1980، بدأ الإعلان عن عملين آخرين دخلا التصفيات الأخيرة للجائزة، ليتم بذلك الإعلان عن الفائز إلى جانب أصحاب المركزين الآخرين.
تحظى هذه الجوائز، التي مولت في الأساس بمنحة من رائد الصحافة الأمريكي جوزيف بوليتزر بتقدير كبير. وتمنح جامعة كولومبيا الجوائز بتوصية من هيئة جوائز بوليتزر، المكونة من محكمين تعينهم الجامعة نفسها ويصل عدد الجوائز الممنوحة سنويًا إلى واحد وعشرين جائزة.

## وصلات خارجية
- الموقع الرسمي.
- الفائزين السابقين والمرشحين حسب الفئة.